# Porobeltraniella porosa
Porobeltraniella porosa är en svampart som först beskrevs av Piroz. & S.D. Patil, och fick sitt nu gällande namn av Gusmão 2004. Porobeltraniella porosa ingår i släktet Porobeltraniella, divisionen sporsäcksvampar och riket svampar.   Inga underarter finns listade i Catalogue of Life.